# Naomi Parker
Naomi Parker, właśc. Naomi Parker Fraley (ur. 26 sierpnia 1921 w Tulsie, zm. 20 stycznia 2018 w Longview) – Amerykanka, która stanowiła inspirację dla postaci znajdującej się na plakacie propagandowym pt. We Can Do It!.

## Życiorys
Urodziła się 26 sierpnia 1921 roku jako trzecia z ośmiorga dzieci Josepha Parkera i Esther Leis; ojciec pracował jako inżynier górnictwa, natomiast matka była gospodynią domową. W 1942 roku podjęła pracę w wojskowej fabryce w Alamedzie, a po zakończeniu II wojny światowej była kelnerką.
Jej wizerunek stał się inspiracją dla postaci znajdującej się na plakacie propagandowym pt. We Can Do It!. Do 2015 roku za inspirację błędnie uważano Geraldine Doyle, jednak badania przeprowadzone przez naukowca Jamesa Kimble’a wykazały, że tą osobą jest Naomi Parker.

## Życie prywatne
W 1979 roku poślubiła murarza Charlesa Fraleya, małżeństwo przetrwało do śmierci mężczyzny w 1998 roku.